# Česká asociace cheerleaders
Česká asociace cheerleaders (ČACH, anglicky Czech Cheerleading Union, CCU) je občanské sdružení fungující od roku 2001, které sdružuje týmy cheerleaders na území České republiky.
Každoročně pořádá ČACH letní cheer kemp s instruktory z americké křesťanské organizace FCC (Fellowship of Christian Cheerleaders), republikové soutěže - Mistrovství republiky v cheerleadingu, Spirit Cheer Cup, Roller Coaster Cup a Safari Cheer Cup, vydává elektronický měsíčník o cheerleadingu Spirit a provozuje výběrový tým cheerleaders - Czech Allstar Team.
Czech National Cheer Team (dříve Czech Allstar Team) je výběrem těch nejlepších cheerleaders z členských týmů asociace. Jeho členky a členové jsou vybíráni na základě každoročního tryoutu. Národní tým reprezentuje Českou republiku na nadnárodních soutěžích. Dříve se pravidelně účastnil mezinárodní soutěže Elite Cheerleading Championship, jež se každoročně koná v zábavním parku Movie Park Germany v Německém Bottropu.
Od sezony 2011/2012 je tento výběrový tým pojmenován Czech National Cheer Team a pod vedením zkušených amerických trenérů Jonathana Smileyho a Blakea Myerse se připravoval na European Cheerleading Championships. Od roku 2016 pravidelně reprezentuje Českou republiku na MS. Prozatím nejlepším výsledkem v seniorské kategorii bylo druhé místo na Mistrovství světa ICU Worlds v Americkém Orlandu v sezóně 2021/2022. V juniorské divizi vyhrál na stejné soutěži Juniorský Český Národní Cheerleadingový Tým první místo a s ním i titul Juniorských Mistryň světa v kategorii Junior All-girl L4.

## Členská základna
V současnosti [kdy?] je členem asociace 30 týmů, v nichž působí přes 1000 (dříve 600) cheerleaders různého věku. Hlavním cílem asociace je rozvoj cheerleadingu v ČR.

## Soutěže
V České republice jsou každoročně pořádány dvě soutěže - Mistrovství České republiky v cheerleadingu (v květnu) a Spirit cheer cup (listopad/prosinec). Největší soutěží v Evropě je Elite Cheerleading Championship pořádaný německou organizací Elite. Tato soutěž je také kvalifikací na Mistrovství světa Cheer IASF Worlds pořádané mezinárodní organizací IASF.